# Рап
Рап е музикален стил, възникнал през 80-те години на XX век.
Може да се създаде със или без ритъмен съпровод. Стилът е комбинация на реч, проза, поезия и песен. Произходът му може да се търси в африканската, карибската и американската музика.
Рапът на днешния хип-хоп се създава, като се използват сложен ритъм, интригуваща поетична форма и изобретателна игра с думи. Едновременно с използването на елементи, характерни за традиционната поезия, рап лириката засяга и живота на улицата, където се е зародил хип-хопът. Въпреки че рапът се е превърнал в международно явление, някои тенденции в него, засягащи раса, социална прослойка и пол, остават в средите на рапърите и техните почитатели.

## История
Произлиза от улицата. Първоначално е използван като танцов ритъм в клубовете на Бронкс (Ню Йорк) и Детройт. Постепенно се формират много групи и възниква напрежение между тях, което е причина и за много насилие и смърт. При възникването си рапът се дели на две основни школи: рап от Западния бряг (West Coast) и рап от Източния бряг (East Coast).
Сред основателите на стила се нареждат групите: R.U.N. DMC, Whodini, Beastie Boys, Grand Master Flash. Сред най-известните изпълнители през годините се нареждат Snoop Dog, Ноториъс Би Ай Джи, Тупак, Доктор Дре, Еминем, MC Hammer, Нейт дог, Бъста Раймс, B.G. The Prince Of Rap, Сайпръс Хил, Айс Кюб, Фифти Сент, Ийзи-Е, Лил Уейн, Тайга, Ди Ем Екс и много други.

## България
Рап музиката навлиза в България още преди 1989 г., но поради липса на специфичната за нея социална среда, поради неизвестността на английския език, български групи не се изявяват сериозно в този жанр. Тази музика остава по танцувалните клубове, по онова време наричани дискотеки, по името на господстващия танцувален жанр по онова време. Поради по-ефектната си външна изява рап музиката през 1980-те в България се асоциира с брейка (брейк денс, break dance). Широко са разпространени клубове и школи по брейк, които отпърво са отречени от тоталитарната социалистическа власт, но после поощрявани с цел канализиране на присъщата младежка енергия към спортни (акробатични) занимания (за каквото се приема тогава брейкът).
Първите години на 1990-те бележат застой в развитието на рап музиката в България. Първоначалното натрупване на капитали, духовната и материална мизерия и масовият разпад на предишните обществени идеали довеждат до поява на социално разслоение, неграмотност, потиснати и бедни младежи – хранителна среда за рап музика и други субкултури явления като брейк денс и графити.
Появяват се спорадично рап изпълнители като „Рап Нация“, които издават първият рап албум и първата плоча с български рап, „Гумени глави“, Мишо Шамара и Ванко 1, които създават най-продаваните албуми с български рап през 1990-те. Към края на 1990-те години се появява една от най-успешните рап групи – „Ъпсурт“. В началото на новия век, с развитието на технологиите се появяват изпълнители като Спенс, Хората от Гетото, 100 кила, Алекс Пи.
Известни съвременни български изпълнители са F.O., Hoodini, Dim4ou, 42, Секта, Wosh MC и други.